# 姚念
姚念（1916年4月—1969年4月22日），广东潮阳人，中华人民共和国外交官。1937年，加入中国共产党。

## 生平
1937年，参加革命工作，在上海、广东、香港等地从事抗日救亡。1938年，参加新四军。1946年，任山东军区第一纵队一旅二团副政委、华东野战军第一纵队炮兵团政委、第三野战军第二十军六十师政治部主任。1950年，调入外交部工作，任驻印度大使馆参赞兼领事部主任。1953年1月，出任中华人民共和国驻孟买总领事。1956年，自驻孟买总领事离任。后任中国亚非团结委员会副秘书长、中非友协理事会理事。1964年5月，出任中华人民共和国驻突尼斯大使。1967年奉调回国参加文化大革命。1969年4月22日，姚念去世。